# Mănăstirea Ciuflea
Mănăstirea „Sfântul Mare Mucenic Teodor Tiron”, cunoscută colocvial ca Mănăstirea Ciuflea (istoric s-a numit Biserica Sfântul Teodor Tiron), este o mănăstire de călugărițe din Chișinău, Republica Moldova. Este un monument de arhitectură de însemnătate națională, introdus în Registrul monumentelor de istorie și cultură din municipiul Chișinău.
În epoca sovietică, o bună perioadă de timp (începutul anilor '60 - sfârșitul anilor '80) lăcașul a fost singura biserică ortodoxă din Chișinău în care s-au oficiat slujbele. Mănăstirea constituie un monument de arhitectură de importanță națională, fiind introdusă în Registrul monumentelor de istorie și cultură a municipiului Chișinău la inițiativa Academiei de Științe a Moldovei și în Registrul monumentelor Republicii Moldova ocrotite de stat cu nr. 25 (municipiul Chișinău).

## Istoric

Biserica Sfântul Teodor Tiron, la sfârșitul secolului al XIX-lea.

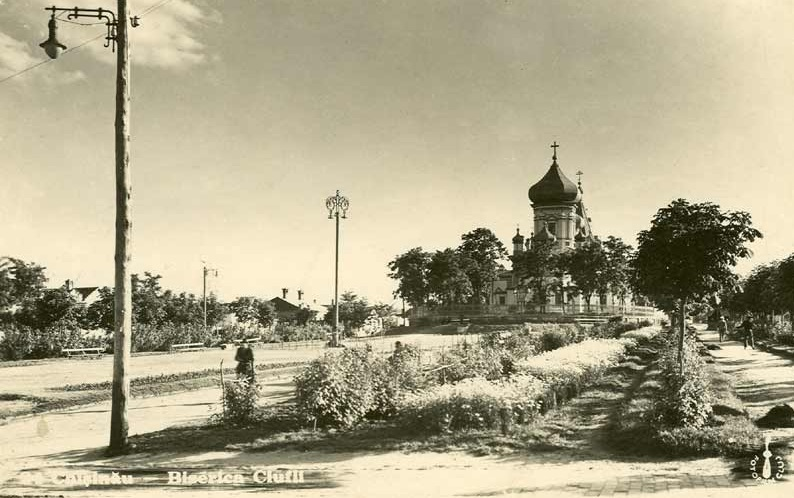
Mănăstirea Ciuflea în perioada interbelică

A fost construită la periferia de atunci a Chișinăului, numită Mălina Mică, unde orașul ajungea cu ultimele străzi. Catedrala mănăstirii a fost construită între anii 1854-1858 de către de frații de origine aromână Teodor (1796-1854) și Anastasie (1801-1870) Ciufli. Cei doi frați sunt înmormântați lângă zidul sudic al catedralei. Mănăstirea Ciuflea reprezintă un templu din piatră albă, cu nouă cupole aurite. Primul paroh al sfântului lăcaș a fost protoiereul Ioan Butuc. 
La 6 aprilie 1903, de Paște, în piața din fața mănăstirii a început primul pogrom de la Chișinău.
În anul 1962 biserica „Sf. M. Mc. Teodor Tiron" a devenit Catedrală Episcopală, paroh fiind numit protoiereul Valentin Dumbravă. După decesul lui, în anul 1968, paroh devine protoiereul Gheorghe Mușcinschi. În anul 1962 s-au început lucrările de reparație capitală a Catedralei, inițiatori fiind epitropii bisericești: Gordei Cotlearenco (1970-1972) și Alexandru Gurschi (1972-1990). Restaurarea picturii murale deteriorate a efectuat-o pictorul A.I. Burbela. Pictura a fost executată în stil Vasnețov.

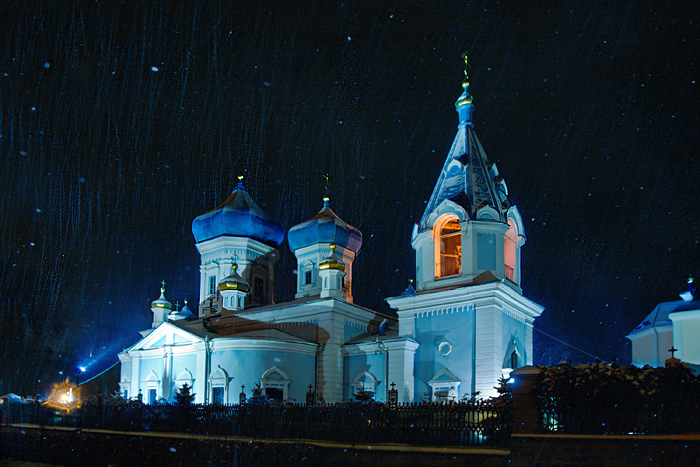
Mănăstirea Ciuflea noaptea

La 17 iulie 2002, în urma cererii obștii monahale și a raportului Mitropolitului Vladimir, Sfântul Sinod al Bisericii Ortodoxe Ruse a binecuvântat acordarea statutului de mănăstire. La 8 august 2002, în ziua pomenirii Sf. M. Mc. și Tămăduitor Pantelimon, Mănăstirea a primit Certificatul de înregistrare Nr. 1652, eliberat de către Serviciul de Stat pentru Culte și semnat de către directorul Serviciului, Serghei Iațco. Prin Decret Mitropolitan, în funcția de duhovnic-administrator al mănăstirii nou-înființate a fost binecuvantat protoiereul mitrofor Teodor Roșca, care a slujit aici în calitate de chelar (1992-1994), paroh-adjunct (1994-1998) și paroh (1998-2002) al fostei Catedrale. De-a lungul timpului la mănăstire au fost aduse multiple icoane, considerate făcătoare de minuni, dar și moaște ale sfinților.

## Caracteristici
Mănăstirea se află în subordinea Mitropoliei Moldovei și ține, ca și toate mănăstirile din R. Moldova, de stilul vechi. Slujbele se săvârșesc după tipicul mănăstiresc: seara și dimineața, în fiece zi.
Până în prezent, pe lânga catedrala mănăstirii, a fost finalizată construcția blocului social-administrativ al mănăstirii, care cuprinde: biserica de iarnă "Sf. Arhangheli Mihail și Gavriil"; chiliile pentru călugărițe și ascultătoare; Muzeul de Artă Bisericească; bucătăria; trapeza; veșmântăria; prescurăria și celelalte încăperi, necesare vieții și activității monahicești.

## Galerie de imagini

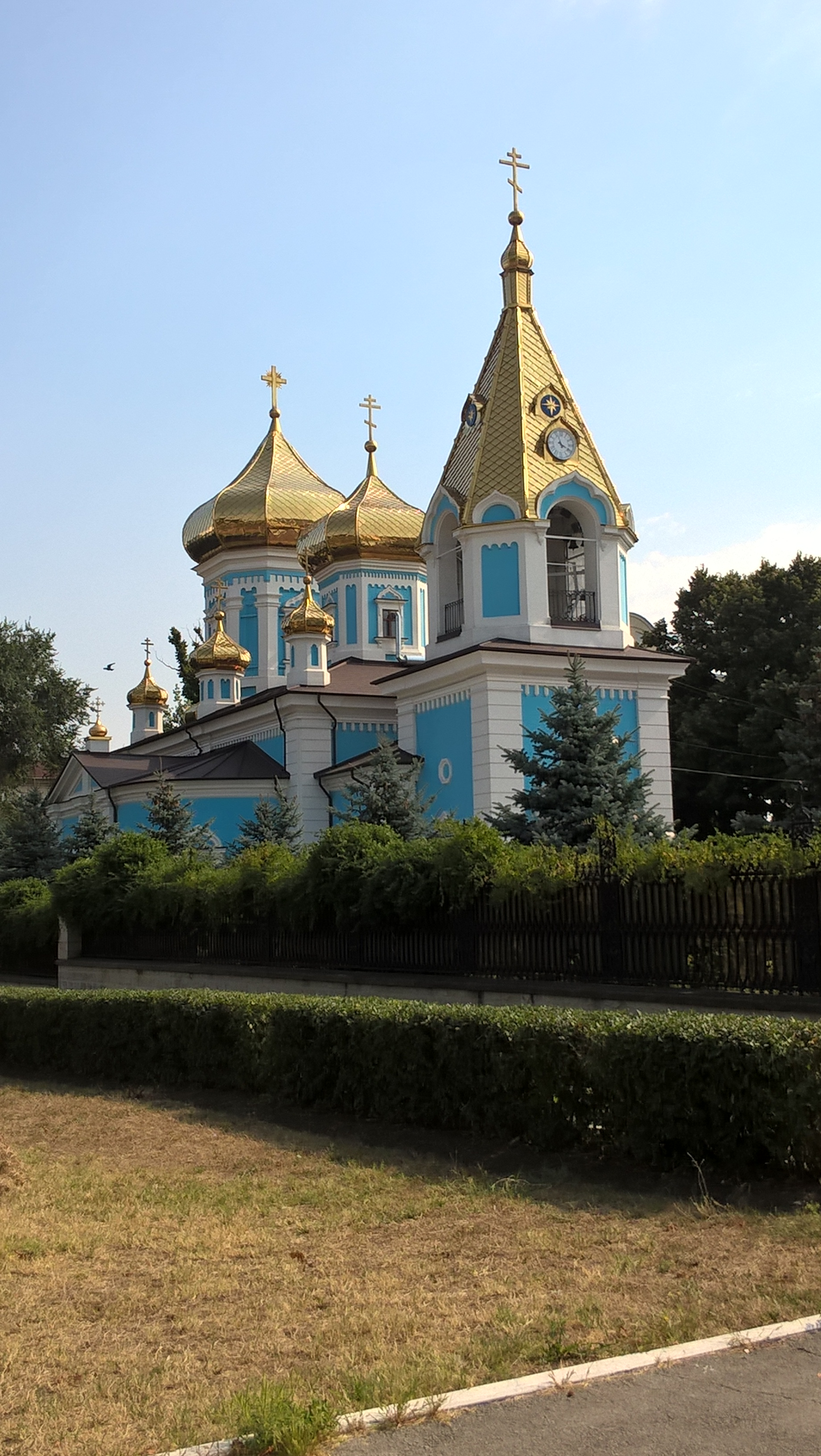
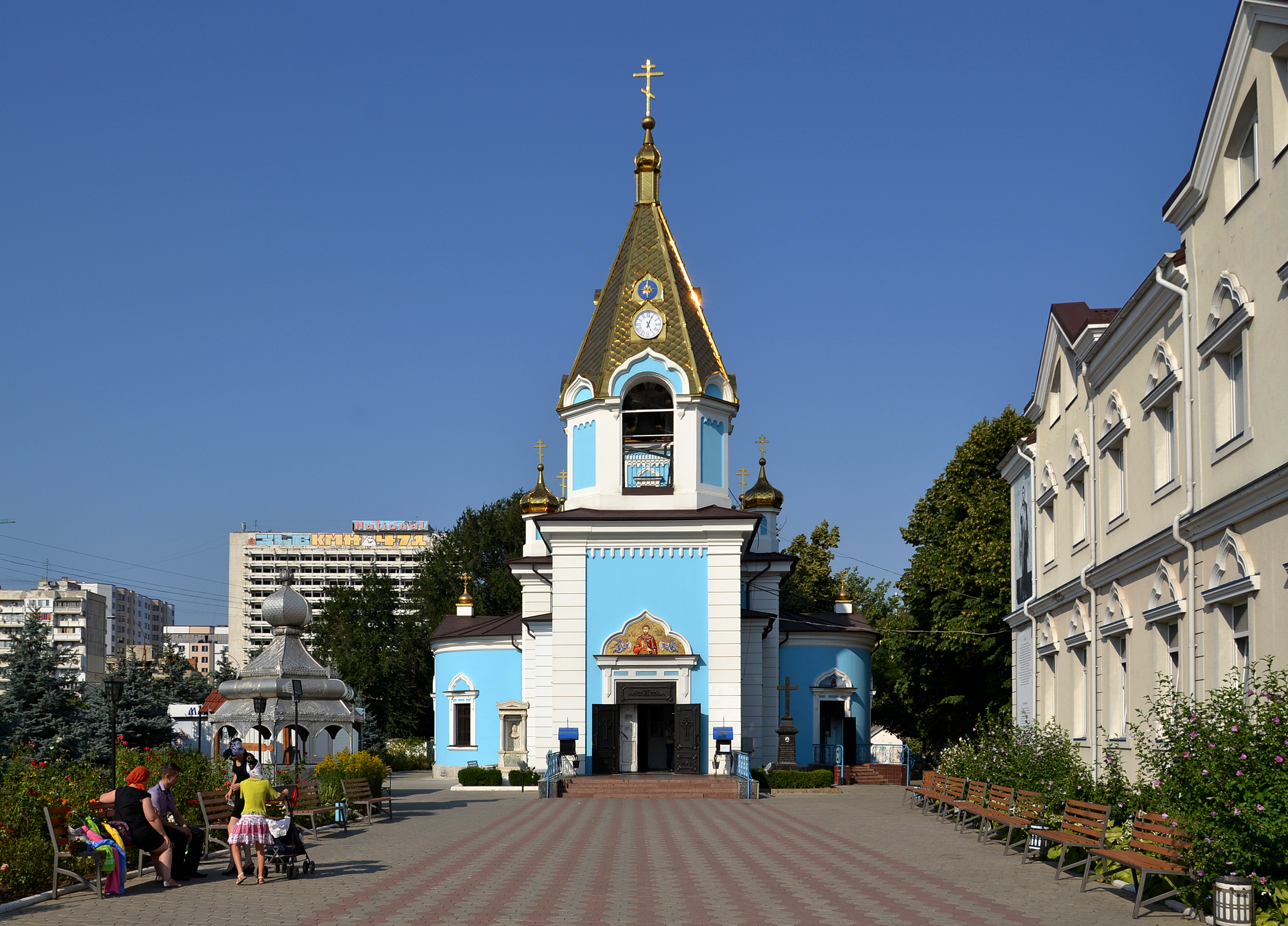
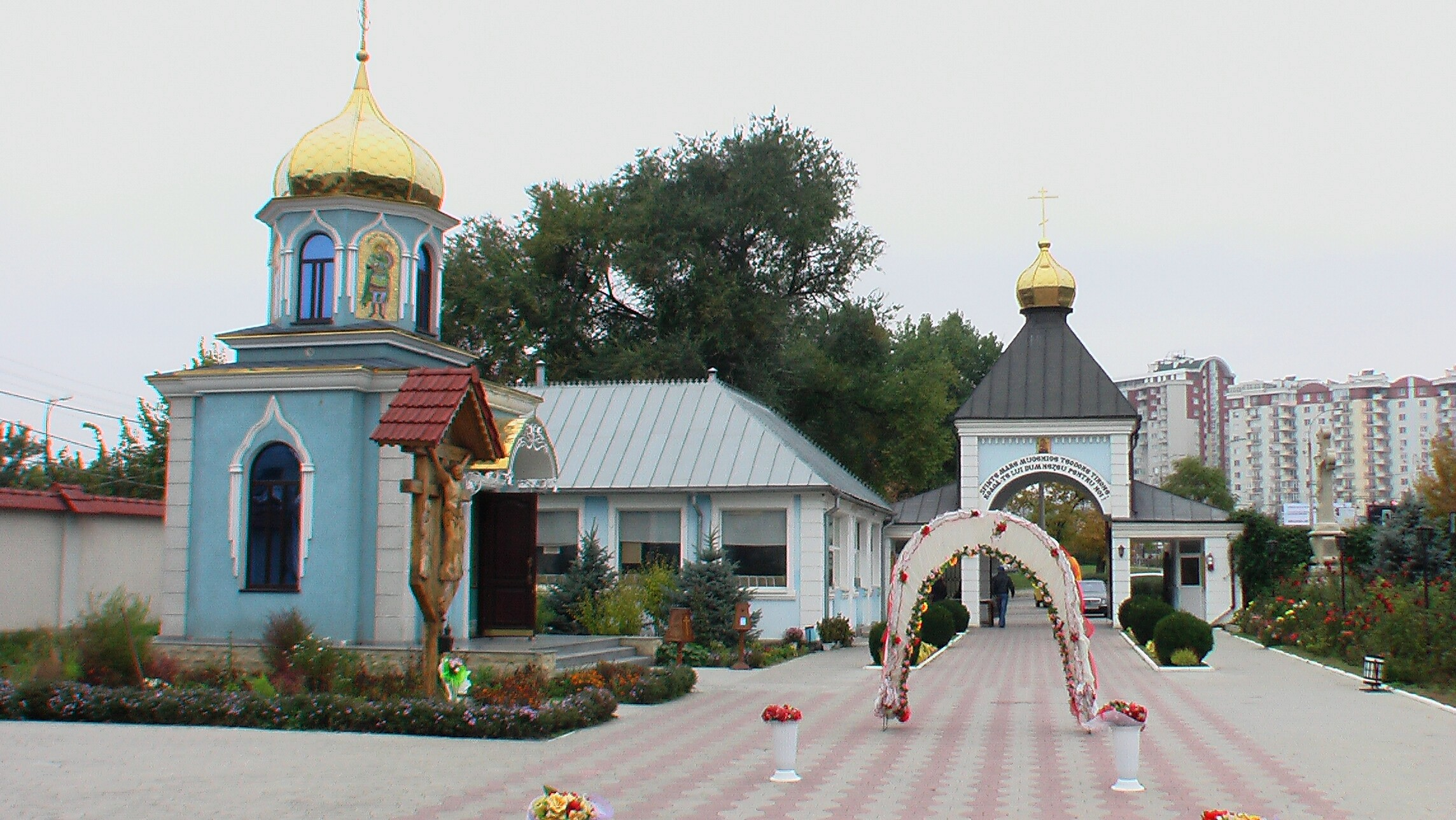
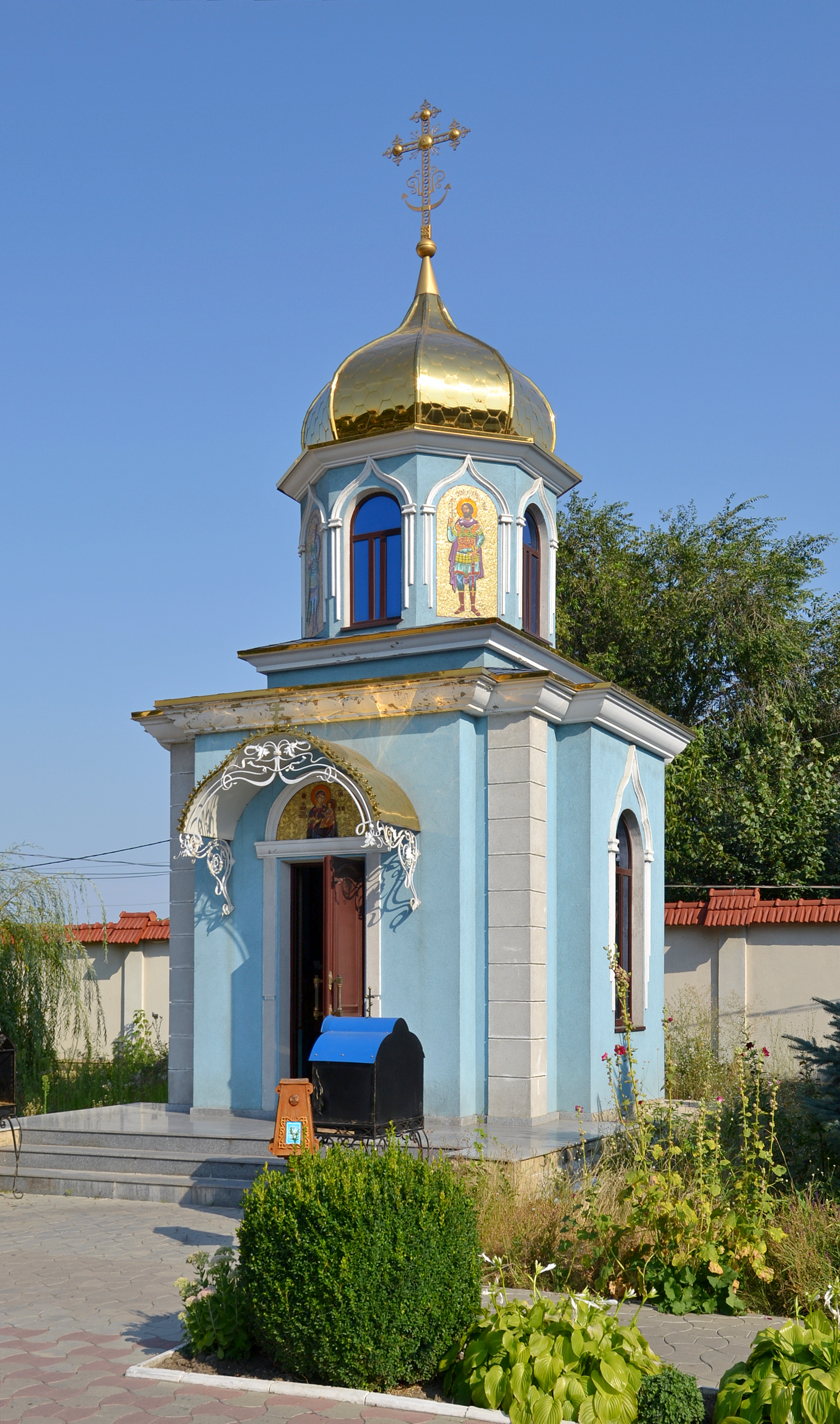
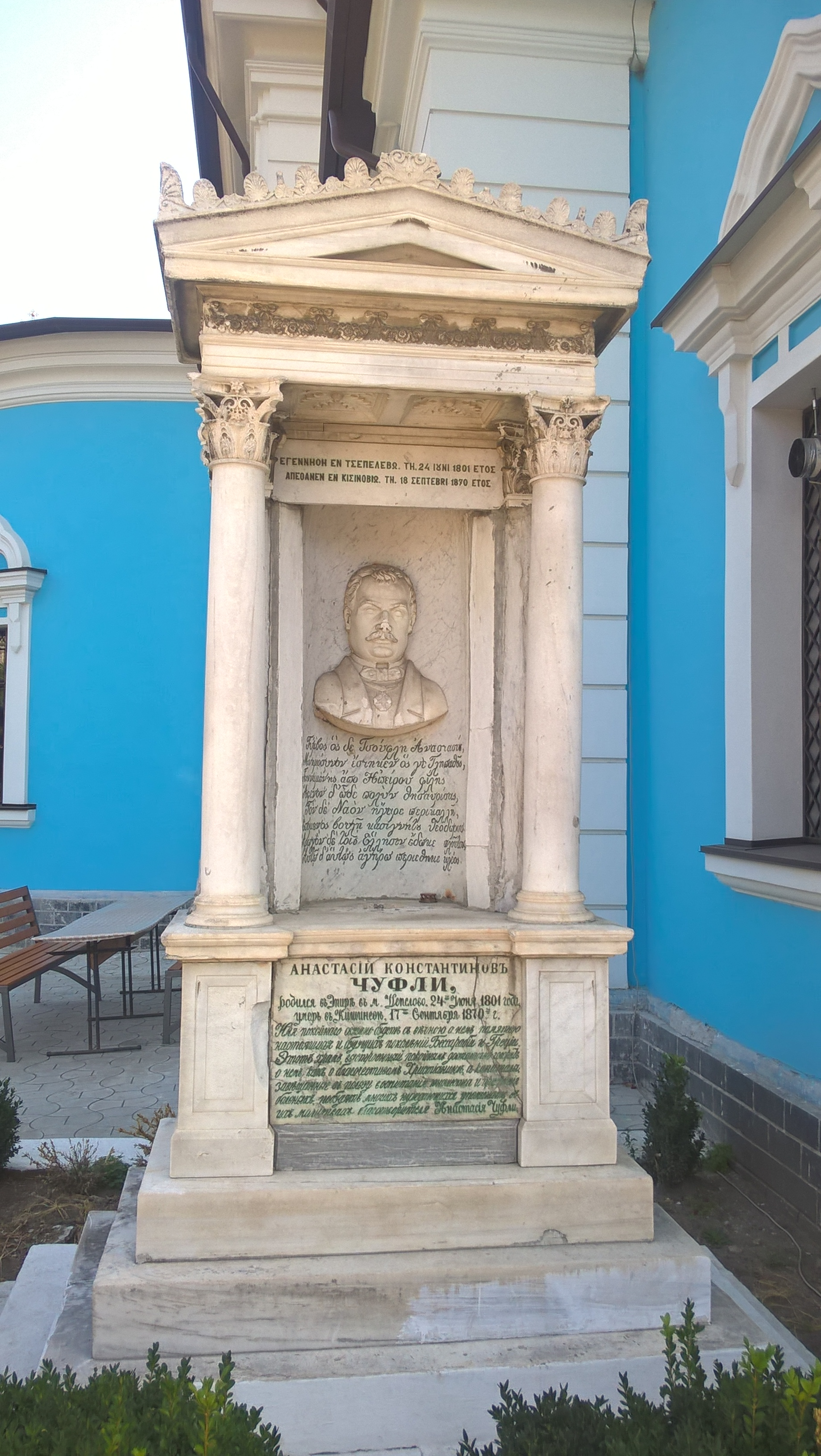
Piatra funerară a ctitorului mănăstirii, Anastasie Ciufli.
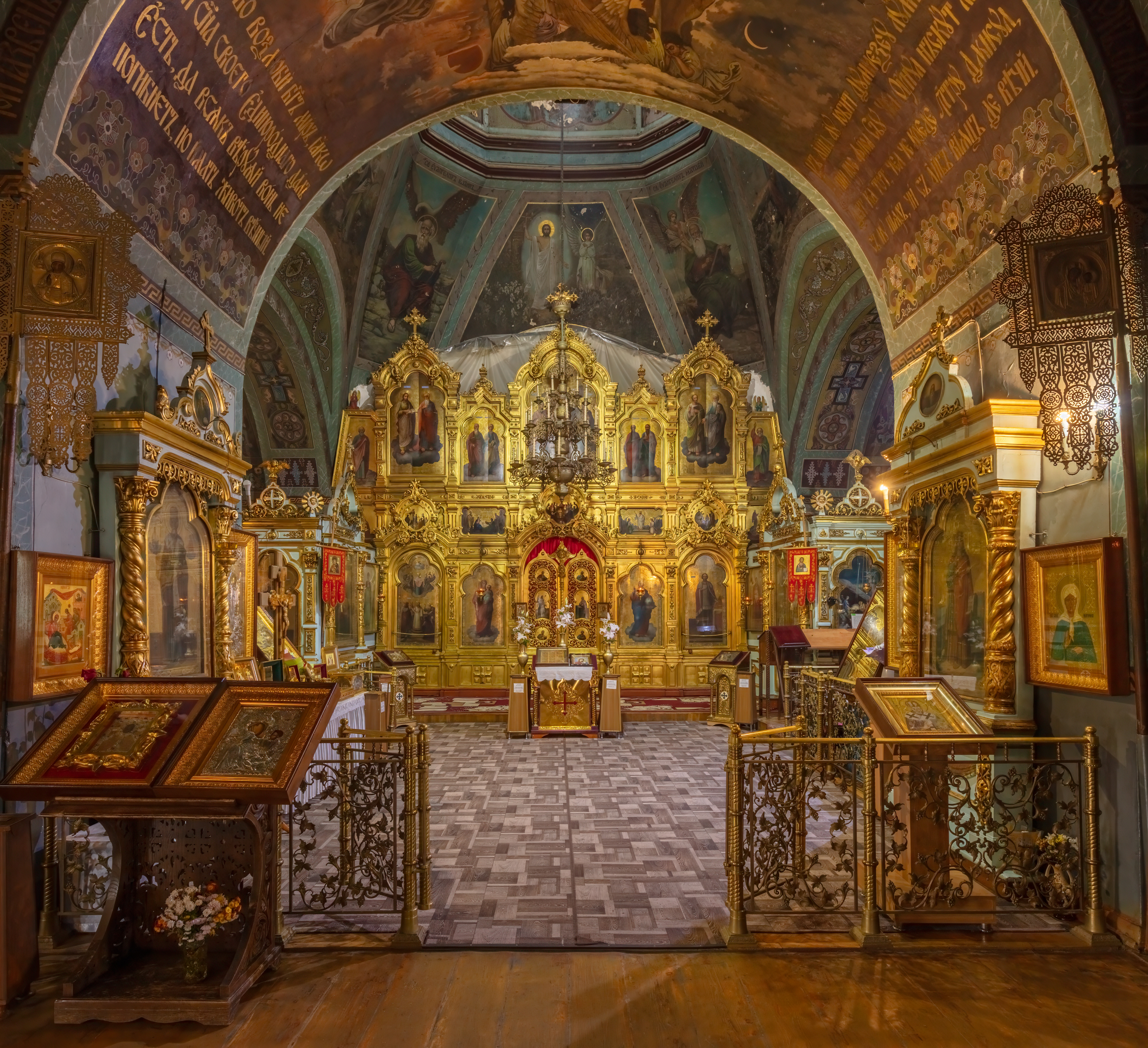
Interior
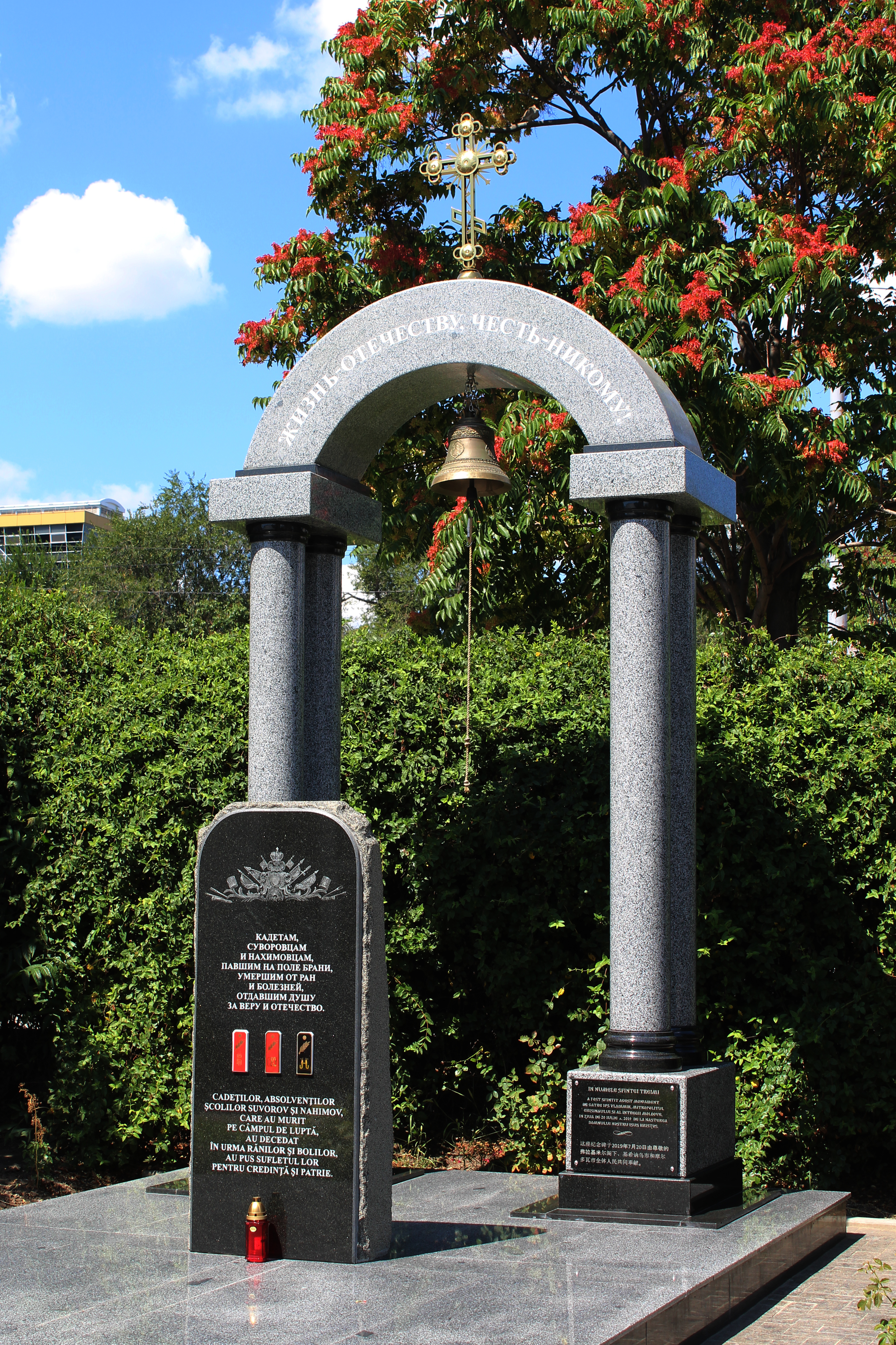
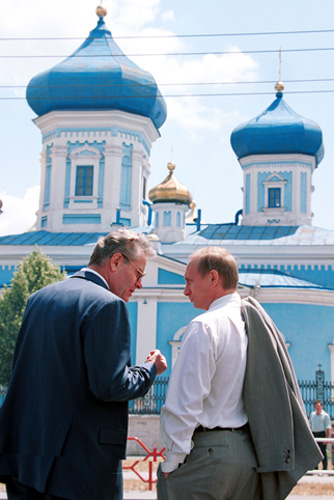
Președinții Lucinschi și Putin pe fundalul bisericii, anul 2000.